# Тотемский район
То́темский райо́н — административно-территориальная единица (район) в Вологодской области России. В рамках организации местного самоуправления в границах района существует муниципальное образование Тотемский муниципальный округ (с 2004 до 2022 гг. — муниципальный район).
Административный центр — город Тотьма.

## География
Территория района находится в восточной части области и граничит с Междуреченским, Сокольским, Сямженским, Верховажским, Тарногским, Нюксенским, Грязовецким, Бабушкинским районами Вологодской области, а также с Солигаличским районом Костромской области.
Площадь 8393,44 км² (3-е место среди районов).
Границы Тотемского муниципального района установлены законом Вологодской области от 6 декабря 2004 года № 1124-ОЗ.
В районе 6 озёр и 120 рек. Гидрографические ресурсы на территории муниципального района относится к бассейну Белого моря. Основная река — Сухона, протекающая с юго-запада района на северо-восток. Протяжённость реки в районе — 126 км.
Магистральных железных дорог в районе никогда не было. До недавнего времени действовала разветвлённая сеть линий ведомственной узкоколейной Пятовской (Тотемской) железной дороги. Её главная станция находилась в посёлке Советский в 6 км от Тотьмы.

## История
Район образован в 1929 году в составе Вологодского округа Северного края РСФСР на части территории прежнего Тотемского уезда Вологодской губернии, в том же году был избран первый райкомы ВКП(б). 10 февраля 1931 года в состав Тотемского района была передана деревня Большая Пельшма Кокшеньгского района. С Постановлением ВЦИК от 30 июля 1931 года к Тотемскому району были присоединены части территорий упразднённых Сямженского и Толшменского районов края, но постановлением ВЦИК от 25 января 1935 года Сямженский район был вновь восстановлен. После принятия Конституции СССР в 1936 году район в составе Северной области. После разделения 23 сентября 1937 года Северной области на Вологодскую и Архангельскую, в составе Вологодской области. С 13 декабря 1962 года по 12 января 1965 года, вовремя неудавшейся всесоюзной реформы по делению на сельские и промышленные районы и парторганизации, в соответствии с решениями ноябрьского (1962 года) пленума ЦК КПСС «о перестройке партийного руководства народным хозяйством», район в числе многих в СССР был временно укрупнён, в то время был образован Тотемский сельский район, территория которого включала территорию прежних Тотемского и Бабушкинского административных районов, а взамен райкома партии был создан партийный комитет — Тотемскское колхозно-совхозное управление которое осуществляло территориально свои функции на территории бывших Бабушкинского и Тотемскиго административных районов, а также и Тотемский промышленно-производственный партийный комитет. Пленум ЦК КПСС, состоявшийся 16 ноября 1964 года восстановил прежний принцип партийного руководства народным хозяйством. Указом Верховного Совета РСФСР от 12 января 1965 г Указом Верховного Совета РСФСР Бабушкинский район был восстановлен и в нём был образован райком КПСС, а 15 января 1965 года постановлением бюро обкома КПСС Тотемскское колхозно-совхозное управление было реорганизовано в Тотемский райком КПСС.

## Население
| 2002    | 2009    | 2011    | 2012    | 2013    | 2014    | 2015    | 2016    | 2017    |
| ------- | ------- | ------- | ------- | ------- | ------- | ------- | ------- | ------- |
| 26 392  | ↘25 428 | ↘23 855 | ↘23 550 | ↘23 438 | ↘23 265 | ↘23 083 | ↘22 944 | ↘22 751 |
| 2018    | 2019    | 2020    | 2021    | 2023    |         |         |         |         |
| ↘22 409 | ↘22 243 | ↘22 063 | ↗22 322 | ↘22 064 |         |         |         |         |

### Урбанизация
Городское население (в городе Тотьма) составляет 39,19 % населения района.

### Национальный состав
По итогам переписи населения 2020 года проживали следующие национальности (национальности менее 0,1 % и другое, см. в сноске к строке «Другие»):
| Национальность | Численность, чел. | Доля     |
| -------------- | ----------------- | -------- |
| Русские        | 21 598            | 96,76 %  |
| Украинцы       | 44                | 0,20 %   |
| Цыгане         | 36                | 0,16 %   |
| Армяне         | 32                | 0,14 %   |
| Другие         | 612               | 2,74 %   |
| Итого          | 22 322            | 100,00 % |

## Территориальное устройство
Административно-территориальные единицы
Тотемский район в рамках административно-территориального устройства, включает 16 административно-территориальных единиц: 1 город районного значения (Тотьма) и 15 сельсоветов:
| №  | Сельсовет         | Соответствующее муниципальное образование |
| -- | ----------------- | ----------------------------------------- |
| 1  | Великодворский    | СП Великодворское МО                      |
| 2  | Верхнетолшменский | СП Толшменское МО                         |
| 3  | Вожбальский       | Калининское СП                            |
| 4  | Заозерский        | СП Мосеевское МО                          |
| 5  | Калининский       | Калининское СП                            |
| 6  | Маныловский       | СП Погореловское МО, СП Толшменское МО    |
| 7  | Матвеевский       | Пятовское СП                              |
| 8  | Медведевский      | Пятовское СП                              |
| 9  | Мосеевский        | СП Мосеевское МО                          |
| 10 | Нижнепеченгский   | Пятовское СП                              |
| 11 | Никольский        | СП Толшменское МО                         |
| 12 | Погореловский     | СП Погореловское МО                       |
| 13 | Пятовский         | Пятовское СП                              |
| 14 | Середский         | СП Мосеевское МО                          |
| 15 | Усть-Печенгский   | СП Великодворское МО, СП Калининское МО   |

Муниципальные образования

Муниципальные образования с 2015 до 2022 гг.

В рамках организации местного самоуправления в границах района функционирует Тотемский муниципальный округ (с 2004 до 2022 года — муниципальный район).
Изначально в составе новообразованного муниципального района в декабре 2004 года были созданы 9 муниципальных образований: одно городское и восемь сельских поселений.
В июне 2015 года были упразднены сельские поселения: Вожбальское (включено в Калининское с административным центром в посёлке Царева); Медведевское (включено в Пятовское).
С 2015 до 2022 года муниципальный район делился на 7 муниципальных образований нижнего уровня, в том числе 1 городское и 6 сельских поселений:
| №        | Муниципальное образование | Административный центр | Количество населённых пунктов | Население | Площадь, км2 |
| -------- | ------------------------- | ---------------------- | ----------------------------- | --------- | ------------ |
| 1e-06    | Городское поселение:      |                        |                               |           |              |
| 1        | город Тотьма              | город Тотьма           | 1                             | ↘8647     | 7,00         |
| 1.000002 | Сельское поселение:       |                        |                               |           |              |
| 2        | Великодворское            | деревня Великий Двор   | 9                             | ↗647      | 591,19       |
| 3        | Калининское               | посёлок Царева         | 57                            | ↗1521     | 1472,82      |
| 4        | Мосеевское                | деревня Мосеево        | 27                            | ↗614      | 1088,26      |
| 5        | Погореловское             | посёлок Юбилейный      | 25                            | ↗3618     | 844,40       |
| 6        | Пятовское                 | деревня Пятовская      | 58                            | ↗6164     | 2067,18      |
| 7        | Толшменское               | село Никольское        | 45                            | ↘1089     | 2125,13      |

1 июня 2022 года муниципальный район и все входившие в его состав городское и сельские поселения были упразднены и объединены в Тотемский муниципальный округ.

## Населённые пункты
В Тотемском районе 218 населённых пунктов, в том числе 1 городской и 217 сельских. В Тотемский муниципальный округ входят 220 населённых пунктов, в том числе 2 посёлка (Гремячий и Карица) Идского сельсовета Грязовецкого района.
| №   | Населённый пункт    | Тип      | Население | Бывшее муниципальное образование |
| --- | ------------------- | -------- | --------- | -------------------------------- |
| 1   | Тотьма              | город    | ↘8647     | город Тотьма                     |
| 2   | Аникин Починок      | деревня  | 16        | Толшменское                      |
| 3   | Антушева Гора       | деревня  | 4         | Мосеевское                       |
| 4   | Антушево            | деревня  | 5         | Калининское                      |
| 5   | Бережок             | деревня  | 17        | Калининское                      |
| 6   | Бобровица           | деревня  | 3         | Мосеевское                       |
| 7   | Большая Семёновская | деревня  | 25        | Пятовское                        |
| 8   | Большой Горох       | деревня  | 40        | Калининское                      |
| 9   | Бор                 | деревня  | 210       | Толшменское                      |
| 10  | Боярское            | деревня  | 12        | Погореловское                    |
| 11  | Боярское            | деревня  | 0         | Толшменское                      |
| 12  | Брагинская          | деревня  | 35        | Пятовское                        |
| 13  | Быково              | деревня  | 57        | Погореловское                    |
| 14  | Варницы             | деревня  | 904       | Пятовское                        |
| 15  | Ваулово             | деревня  | 8         | Толшменское                      |
| 16  | Великий Двор        | деревня  | 236       | Великодворское                   |
| 17  | Великий Двор        | деревня  | 8         | Мосеевское                       |
| 18  | Великий Двор        | деревня  | 0         | Толшменское                      |
| 19  | Вершининская        | деревня  | 8         | Мосеевское                       |
| 20  | Внуково             | деревня  | 22        | Великодворское                   |
| 21  | Внуково             | хутор    | 3         | Пятовское                        |
| 22  | Ворлыгино           | деревня  | 27        | Пятовское                        |
| 23  | Воронино            | деревня  | 22        | Великодворское                   |
| 24  | Воротишна           | деревня  | 9         | Толшменское                      |
| 25  | Выдрино             | деревня  | 68        | Пятовское                        |
| 26  | Гавшино             | деревня  | 0         | Мосеевское                       |
| 27  | Гагариха            | деревня  | 0         | Калининское                      |
| 28  | Галицкая            | деревня  | 80        | Пятовское                        |
| 29  | Галкино             | деревня  | 0         | Толшменское                      |
| 30  | Глубокое            | посёлок  | 187       | Пятовское                        |
| 31  | Голебатово          | деревня  | 97        | Толшменское                      |
| 32  | Гора                | деревня  | 0         | Калининское                      |
| 33  | Горбенцово          | деревня  | 74        | Погореловское                    |
| 34  | Горелая             | деревня  | 0         | Пятовское                        |
| 35  | Горка               | деревня  | 11        | Мосеевское                       |
| 36  | Горка               | деревня  | 0         | Погореловское                    |
| 37  | Гремячий            | посёлок  | 301       | Толшменское                      |
| 38  | Гридинская          | деревня  | 11        | Калининское                      |
| 39  | Гридинская          | деревня  | 6         | Калининское                      |
| 40  | Давыдиха            | деревня  | 19        | Великодворское                   |
| 41  | Давыдково           | деревня  | 0         | Калининское                      |
| 42  | Данилов Починок     | деревня  | 96        | Мосеевское                       |
| 43  | Десятина            | местечко | 32        | Пятовское                        |
| 44  | Дор                 | деревня  | 0         | Толшменское                      |
| 45  | Дягилево            | деревня  | 5         | Мосеевское                       |
| 46  | Екимиха             | деревня  | 23        | Калининское                      |
| 47  | Ермолица            | деревня  | 5         | Толшменское                      |
| 48  | Жаровский Погост    | деревня  | 0         | Мосеевское                       |
| 49  | Жилино              | деревня  | 11        | Погореловское                    |
| 50  | Заборная            | деревня  | 0         | Пятовское                        |
| 51  | Задняя              | деревня  | 441       | Пятовское                        |
| 52  | Зайцево             | деревня  | 0         | Толшменское                      |
| 53  | Залесье             | деревня  | 0         | Калининское                      |
| 54  | Залесье             | деревня  | 54        | Погореловское                    |
| 55  | Запольная           | деревня  | 7         | Пятовское                        |
| 56  | Захаровская         | деревня  | 0         | Калининское                      |
| 57  | Зуиха               | деревня  | 0         | Калининское                      |
| 58  | Зыков Конец         | деревня  | 10        | Мосеевское                       |
| 59  | Ивакино             | деревня  | 36        | Погореловское                    |
| 60  | Ивановская          | деревня  | 17        | Калининское                      |
| 61  | Ивойлово            | деревня  | 12        | Пятовское                        |
| 62  | Игначево            | деревня  | 6         | Калининское                      |
| 63  | Илюхинская          | деревня  | 0         | Калининское                      |
| 64  | Исаево              | деревня  | 13        | Калининское                      |
| 65  | Исаево              | деревня  | 27        | Калининское                      |
| 66  | Исаково             | деревня  | 11        | Пятовское                        |
| 67  | Калининское         | деревня  | 19        | Калининское                      |
| 68  | Камешкурье          | деревня  | 11        | Толшменское                      |
| 69  | Камчуга             | деревня  | 0         | Пятовское                        |
| 70  | Камчуга             | посёлок  | 534       | Пятовское                        |
| 71  | Карица              | посёлок  | 273       | Толшменское                      |
| 72  | Кашинское           | деревня  | 10        | Калининское                      |
| 73  | Климовская          | деревня  | 44        | Калининское                      |
| 74  | Климовское          | деревня  | 0         | Толшменское                      |
| 75  | Княжая              | деревня  | 5         | Пятовское                        |
| 76  | Княжиха             | деревня  | 117       | Великодворское                   |
| 77  | Кожинская           | деревня  | 4         | Мосеевское                       |
| 78  | Козловка            | деревня  | 8         | Калининское                      |
| 79  | Колупаиха           | деревня  | 0         | Пятовское                        |
| 80  | Комарица            | деревня  | 0         | Погореловское                    |
| 81  | Кондратьевская      | деревня  | 3         | Мосеевское                       |
| 82  | Концевская          | деревня  | 0         | Мосеевское                       |
| 83  | Конюховская         | деревня  | 0         | Калининское                      |
| 84  | Кормакино           | деревня  | 26        | Пятовское                        |
| 85  | Коровинская         | деревня  | 16        | Калининское                      |
| 86  | Косновица           | деревня  | 0         | Погореловское                    |
| 87  | Котельное           | посёлок  | 43        | Погореловское                    |
| 88  | Коченьга            | деревня  | 21        | Пятовское                        |
| 89  | Красное             | село     | 29        | Толшменское                      |
| 90  | Красный Бор         | посёлок  | ↘169      | Калининское                      |
| 91  | Крутая Осыпь        | посёлок  | 181       | Калининское                      |
| 92  | Кудринская          | деревня  | 287       | Калининское                      |
| 93  | Куземкино           | деревня  | 0         | Пятовское                        |
| 94  | Кузнечиха           | деревня  | 0         | Толшменское                      |
| 95  | Леваш               | деревня  | 5         | Пятовское                        |
| 96  | Левинское           | деревня  | 7         | Калининское                      |
| 97  | Ленино              | деревня  | 13        | Калининское                      |
| 98  | Лесниково           | деревня  | 8         | Пятовское                        |
| 99  | Лобаниха            | деревня  | 4         | Пятовское                        |
| 100 | Лобаново            | деревня  | 0         | Толшменское                      |
| 101 | Лодыгино            | деревня  | 3         | Калининское                      |
| 102 | Лось                | деревня  | 0         | Пятовское                        |
| 103 | Лукинская           | деревня  | 3         | Калининское                      |
| 104 | Лунево              | деревня  | 0         | Пятовское                        |
| 105 | Лучкино             | деревня  | 0         | Толшменское                      |
| 106 | Любавчиха           | деревня  | 0         | Великодворское                   |
| 107 | Максимовская        | деревня  | 0         | Калининское                      |
| 108 | Малая Поповская     | деревня  | 47        | Пятовское                        |
| 109 | Малая Семёновская   | деревня  | 0         | Пятовское                        |
| 110 | Маныловица          | деревня  | 93        | Погореловское                    |
| 111 | Манылово            | деревня  | 38        | Толшменское                      |
| 112 | Маныловский Погост  | деревня  | 32        | Толшменское                      |
| 113 | Маринская           | деревня  | 0         | Калининское                      |
| 114 | Мартыновская        | деревня  | 0         | Мосеевское                       |
| 115 | Маслиха             | деревня  | 4         | Погореловское                    |
| 116 | Матвеево            | деревня  | 182       | Пятовское                        |
| 117 | Медведево           | деревня  | 144       | Пятовское                        |
| 118 | Мелешово            | деревня  | 0         | Мосеевское                       |
| 119 | Михайловка          | посёлок  | 153       | Пятовское                        |
| 120 | Мишуково            | деревня  | 20        | Калининское                      |
| 121 | Молоково            | деревня  | 0         | Пятовское                        |
| 122 | Мосеево             | деревня  | 282       | Мосеевское                       |
| 123 | Мосеево             | деревня  | 10        | Пятовское                        |
| 124 | Мыс                 | деревня  | 17        | Калининское                      |
| 125 | Мясокомбината       | посёлок  | 154       | Пятовское                        |
| 126 | Неклюдиха           | деревня  | 0         | Пятовское                        |
| 127 | Нелюбино            | деревня  | 14        | Пятовское                        |
| 128 | Нефедиха            | деревня  | 3         | Великодворское                   |
| 129 | Нефедьево           | деревня  | 0         | Толшменское                      |
| 130 | Нижняя Печеньга     | деревня  | 21        | Пятовское                        |
| 131 | Никитин Починок     | деревня  | 9         | Мосеевское                       |
| 132 | Никитинская         | деревня  | 0         | Калининское                      |
| 133 | Никольское          | село     | ↘420      | Толшменское                      |
| 134 | Октябрьский         | посёлок  | 139       | Пятовское                        |
| 135 | Орловка             | деревня  | 0         | Калининское                      |
| 136 | Осовая              | деревня  | 24        | Калининское                      |
| 137 | Останинская         | деревня  | 0         | Калининское                      |
| 138 | Останинская         | деревня  | 4         | Пятовское                        |
| 139 | Павловская          | деревня  | 3         | Калининское                      |
| 140 | Паново              | деревня  | 27        | Калининское                      |
| 141 | Пахтусово           | деревня  | 4         | Калининское                      |
| 142 | Пелевиха            | деревня  | 28        | Мосеевское                       |
| 143 | Первомайский        | посёлок  | 57        | Толшменское                      |
| 144 | Петрилово           | деревня  | 84        | Погореловское                    |
| 145 | Петрищева Гора      | деревня  | 24        | Мосеевское                       |
| 146 | Петухово            | деревня  | 0         | Калининское                      |
| 147 | Погорелово          | деревня  | 502       | Погореловское                    |
| 148 | Погост              | деревня  | 83        | Погореловское                    |
| 149 | Подгорная           | деревня  | 0         | Погореловское                    |
| 150 | Подлипное           | деревня  | 19        | Великодворское                   |
| 151 | Поповская           | деревня  | 8         | Толшменское                      |
| 152 | Предтеча            | деревня  | 4         | Толшменское                      |
| 153 | Притыкино           | деревня  | 6         | Пятовское                        |
| 154 | Пузовка             | деревня  | 5         | Толшменское                      |
| 155 | Пустошь             | деревня  | 3         | Пятовское                        |
| 156 | Пятовская           | деревня  | 88        | Пятовское                        |
| 157 | Радчино             | деревня  | 11        | Калининское                      |
| 158 | Родионово           | деревня  | 0         | Толшменское                      |
| 159 | Родная              | деревня  | 0         | Погореловское                    |
| 160 | Рязанка             | деревня  | 15        | Калининское                      |
| 161 | Савино              | деревня  | 144       | Пятовское                        |
| 162 | Сафониха            | деревня  | 0         | Толшменское                      |
| 163 | Светица             | деревня  | 4         | Погореловское                    |
| 164 | Село                | деревня  | 41        | Калининское                      |
| 165 | Село                | деревня  | 5         | Толшменское                      |
| 166 | Семенково           | деревня  | 6         | Погореловское                    |
| 167 | Семёновская         | деревня  | 0         | Калининское                      |
| 168 | Сергеево            | деревня  | 20        | Калининское                      |
| 169 | Середская           | деревня  | 96        | Мосеевское                       |
| 170 | Синяково            | деревня  | 0         | Толшменское                      |
| 171 | Сластничиха         | деревня  | 5         | Калининское                      |
| 172 | Слобода             | деревня  | 7         | Толшменское                      |
| 173 | Слуда               | деревня  | 6         | Пятовское                        |
| 174 | Снежурово           | деревня  | 7         | Мосеевское                       |
| 175 | Советский           | посёлок  | 1332      | Пятовское                        |
| 176 | Совинская           | деревня  | 6         | Пятовское                        |
| 177 | Соколово            | деревня  | 11        | Толшменское                      |
| 178 | Сродино             | деревня  | 23        | Калининское                      |
| 179 | Суровцово           | деревня  | 0         | Толшменское                      |
| 180 | Таборы              | деревня  | 16        | Калининское                      |
| 181 | Текстильщики        | посёлок  | 653       | Пятовское                        |
| 182 | Тельпино            | деревня  | 11        | Калининское                      |
| 183 | Терентьевская       | деревня  | 0         | Толшменское                      |
| 184 | Тихониха            | деревня  | 0         | Пятовское                        |
| 185 | Топориха            | деревня  | 19        | Погореловское                    |
| 186 | Трызново            | деревня  | 4         | Толшменское                      |
| 187 | Уваровская          | деревня  | 0         | Мосеевское                       |
| 188 | Углицкая            | деревня  | 28        | Пятовское                        |
| 189 | Угрюмовская         | деревня  | 0         | Калининское                      |
| 190 | Успенье             | село     | 221       | Толшменское                      |
| 191 | Устье               | деревня  | 225       | Калининское                      |
| 192 | Усть-Еденьга        | посёлок  | 175       | Пятовское                        |
| 193 | Усть-Царева         | посёлок  | ↘26       | Пятовское                        |
| 194 | Ухтанга             | деревня  | 4         | Калининское                      |
| 195 | Фатьянка            | деревня  | 0         | Толшменское                      |
| 196 | Федоровская         | деревня  | 19        | Погореловское                    |
| 197 | Федотово            | деревня  | 14        | Пятовское                        |
| 198 | Филино              | деревня  | 0         | Толшменское                      |
| 199 | Филинская           | деревня  | 0         | Пятовское                        |
| 200 | Филинская           | деревня  | 12        | Мосеевское                       |
| 201 | Филяково            | деревня  | 0         | Мосеевское                       |
| 202 | Фоминская           | деревня  | 18        | Мосеевское                       |
| 203 | Фоминское           | деревня  | 104       | Погореловское                    |
| 204 | Френиха             | деревня  | 0         | Толшменское                      |
| 205 | Фролово             | деревня  | 14        | Толшменское                      |
| 206 | Холкин Конец        | деревня  | 0         | Мосеевское                       |
| 207 | Хреново             | деревня  | 0         | Толшменское                      |
| 208 | Царева              | посёлок  | 439       | Калининское                      |
| 209 | Чаловская           | деревня  | 4         | Пятовское                        |
| 210 | Часовное            | деревня  | 10        | Мосеевское                       |
| 211 | Черепаниха          | деревня  | 17        | Погореловское                    |
| 212 | Черняково           | деревня  | 301       | Пятовское                        |
| 213 | Чоботово            | деревня  | 17        | Пятовское                        |
| 214 | Чуриловка           | посёлок  | 266       | Великодворское                   |
| 215 | Шулево              | деревня  | ↘3        | Калининское                      |
| 216 | Шульгино            | деревня  | 0         | Толшменское                      |
| 217 | Юбилейный           | посёлок  | 1772      | Погореловское                    |
| 218 | Юренино             | деревня  | 14        | Толшменское                      |
| 219 | Якуниха             | деревня  | 42        | Погореловское                    |
| 220 | Ярцево              | деревня  | 9         | Калининское                      |

Упразднённые населённые пункт
В июле 2020 года были упразднены деревни Засека, Лом, Мальцево и Синицыно.
В феврале 2021 года были упразднены деревни Великодворская и Мелехов Починок.
В октябре 2023 года были упразднены хутор Дедов Остров и деревня Левино.

## Руководство
Председатель Муниципального Собрания, Глава Тотемского района
- Селянин Сергей Леонидович

Руководитель районной администрации
- Семёнов Сергей Сергеевич

## Транспорт
Сеть общедоступных магистральных автодорог активно развивалась в 1980-х годах. Сам город стоит на трассе А123. Из неё выходит региональная дорога Р7 на Никольск. На юге Тотемского района, в посёлке Гремячий, находится станция Гремячий ведомственной Монзенской железной дороги.

## Культура
- Тотемское музейное объединение

## Туризм и отдых
- Муниципальное унитарное предприятие «Туризм и народные промыслы»[34]
- АНО "Детский оздоровительный лагерь «Школа путешественников Фёдора Конюхова»

## Образование
Муниципальные общеобразовательные учреждения:
- 11 средних общеобразовательных школ;
- 9 основных общеобразовательных школ;
- 2 начальные школы — сад;
- 17 дошкольных общеобразовательных учреждений.

## Муниципальные СМИ
- Районная газета «Тотемские вести»
- Газета «Тотьма и тотьмичи»[35]. Не выходит

## Русская православная церковь
- Собор Богоявления Господня на Соборной горе — двухэтажный собор (архитектор И. А. Фохт) в стиле раннего классицизма, в здании располагается городской дом культуры.
- Церковь Входа Господня в Иерусалим — двухэтажная церковь в стиле тотемского барокко, в советское время в нём располагался винный завод.
- Церковь Иконы Божией Матери Всех Скорбящих Радость — в здании располагается музей церковной старины.
- Церковь Троицы в Зеленской (Рыбачьей) слободе — действующий православный храм.
- Церковь Рождества Христова — действующий православный храм, в храме хранятся мощи преподобного Феодосия Тотемского, основателя Спасо-Суморина монастыря.
- Спасо-Суморин монастырь — основан в 1554 году, ныне начато восстановление разрушенного монастыря. Соборы монастыря:

Собор Вознесения Господня
Собор Спаса Преображения
Церковь Успения Пресвятой Богородицы

## Природа
Природные ботанические заказники
- «Пиньга»
- «Сондугский»
- «Изониха»
- «Нюшменский»
- «Заозёрский»
- «Икалицкий»

Геологические объекты
- валун «Лось»
- ледниковый валун «Утюг»
- Дедов остров

## Люди, связанные с районом
- Зайцев, Михаил Иванович (1901—1944) — советский военачальник, полковник (1938).
- Кусков, Иван Александрович — основатель Форта Росс, был похоронен в Спасо-Суморином монастыре.
- Даниловский, Фёдор Семёнович (1902—1978) — советский военный деятель, Генерал-майор (1944 год).
- Мальцев, Александр Феликисимович (1855—1926) — русский медик-невролог и психиатр.
- Серков Иван Иванович